# ブログマガジン
ブログマガジンは、インターネットサービスの一つであり、課金によって閲覧者を限定した有料のブログ。ブロマガと略される。有名人は自身のブログを有料のブログマガジンにしている場合がある。

## 主なブログマガジン
- ニコニコ動画
- FC2